# IQue Player
L'iQue Player (pronunciato [ˌaɪ ˈkʰjuː] come le lettere IQ in inglese) o Nintendo iQue è una console per videogiochi, prodotta da una joint venture con la Nintendo e lo scienziato Cinese-Americano Wei Yen. Il sistema è in vendita nel mercato cinese con il nome di Shén Yóu Ji (神游戏控制台), letteralmente "macchina di gioco divina", ma Shényóu (神游) significa anche "esperienza realistica".

## Descrizione
La console venne annunciata nel 2003 al Tokyo Game Show, e venne resa disponibile in Cina il 17 novembre 2003. Il rilascio nel mercato giapponese era previsto per ottobre 2004 ma venne rimandato a data da destinarsi. Nintendo non ha avuto alcuna intenzione di vendere la console negli Stati Uniti, in Europa o in Australia.
La console ha la forma di un controller dal quale esce il cavo che si collega direttamente alla televisione. Un box per il gioco multiplayer è stato reso disponibile. Attualmente la console è disponibile solo nel mercato cinese,in primo luogo per combattere la pirateria del paese.
Il controller mantiene i comandi di base di un Nintendo 64: D-pad, stick analogico, Start, i pulsanti L e R, grilletto Z e tasti A, B e C direzionali, normalmente utilizzati per controllare la telecamera. 
I giochi sono memorizzati in una scheda con memoria flash da 64 MB che si inserisce direttamente nel controller. I giochi sono venduti tramite dei chioschi dove, inserendo denaro, si possono scaricare all'interno delle cartucce riscrivibili, analogamente a come avveniva con il Famicom Disk System. Le demo dei giochi includono  The Legend of Zelda: Ocarina of Time, Super Mario 64, e Star Fox 64. Tra i giochi disponibili si segnalano Dr. Mario 64, Mario Kart 64, Wave Race 64, e F-Zero X.

## Specifiche tecniche
L'iQue Player è basato sulla piattaforma Nintendo 64 ricreata tramite la tecnologia System-on-a-chip al fine di ridurne le dimensioni e i costi. La console può eseguire giochi per Nintendo 64.
- Processore: R-4300 64Bit CPU, 93.75 MHz
- Memoria: 4Mb RAMBUS
- Grafica: 100.000 poligoni/secondo
- Suono: ADPCM 64

## Giochi disponibili per iQue
| Titolo originale                           | Cinese               | Pinyin                            |
| ------------------------------------------ | -------------------- | --------------------------------- |
| Wave Race 64                               | 水上摩托             | Shuǐ Shàng Mótuō                  |
| Lylat Wars                                 | 星际火狐             | Xingjì Huohu                      |
| Super Mario 64                             | 神游马力欧           | Shén Yóu Mǎlìōu                   |
| The Legend of Zelda: Ocarina of Time       | 塞尔达传说-时光之笛- | Sèěrdá Chuánshuō: Shíguāng zhī Dí |
| Mario Kart 64                              | 马力欧卡丁车         | Mǎlìōu Kǎdīngchē                  |
| F-Zero X                                   | F-Zero X 未来赛车    | Wèilái Sàichē                     |
| Yoshi's Story                              | 耀西故事             | Yàoxī Gùshi                       |
| Paper Mario                                | 纸片马力欧           | Zhǐ Piān Mǎlìōu                   |
| Sin and Punishment: Successor of the Earth | 罪与罚-地球的继承者- | Zuì yǔ Fá: Dìqiú de Jìchéng Zhě   |
| Excitebike 64                              | 越野摩托             | Yuèyě Mótuō                       |
| Super Smash Bros.                          | 任天堂明星大乱斗     | Rèntiāntáng Míngxīng Dà Luàn Dǒu  |
| Animal Crossing                            | 动物森林             | Dòngwù Sēnlín                     |
| Dr. Mario 64                               | 马力欧医生           | Mǎlìōu Yīshēng                    |
| Custom Robo                                | 组合机器人           | Zǔhé Jīqìrén                      |